# أدولف وايس
أدولف وايس (بالإنجليزية: Adolph Weiss)‏ هو ملحن أمريكي، ولد في 12 نوفمبر 1891 في بالتيمور في الولايات المتحدة، وتوفي في 21 فبراير 1971 في لوس أنجلوس في الولايات المتحدة.

## وصلات خارجية
- أدولف وايس على موقع ميوزك برينز (الإنجليزية)
- أدولف وايس على موقع ديسكوغز (الإنجليزية)